# Josep Maria Ruera
Josep Maria Ruera i Pinart  (Barcelona, 2 de agosto del 1900 - Granollers, 31 de mayo del 1988) fue un músico, compositor y profesor  muy vinculado a la ciudad de Granollers.

## Registros sonoros
- Obres de Josep M. Ruera Cassete, 1971.[1]
- Empúries , disco de 33 rpm, Columbia, 1977.[1]
- Empúries :quatre poemes simfònics per a orquestra i cobla , CD, Gelida, Columna Música, 2000.[2]
- Música vocal. Seleccions , CD, Sabadell, Ars Harmònica, 2009.[3]